# 카를루스 오노라투
카를루스 에두아르두 오노라투(브라질 포르투갈어: Carlos Eduardo Honorato, 1974년 11월 9일~)는 브라질의 전직 유도 선수이다. 2000년 하계 올림픽에서 남자 라이트급 은메달을 획득했으며 세계 유도 선수권 대회에서 동메달 1개를 획득했다.